# Instituto Nacional Materno Perinatal
El Instituto Nacional Materno Perinatal (INMP), antigua Maternidad de Lima, es un centro de salud pública peruano especializado en la atención materno-perinatal, así como dedicado a la investigación y la enseñanza. Está situado en Lima y es administrado por el Ministerio de Salud del Perú (Minsa). 

## Historia
La Casa de Maternidad de Lima fue fundada el 10 de octubre de 1826 por decreto supremo del mariscal Andrés de Santa Cruz, con la finalidad de «socorrer a las mujeres pobres en sus partos y formar parteras instruidas».  Papel importante en esta decisión tuvo el médico y prócer Hipólito Unanue, entonces ministro de Estado.
Como directora del establecimiento fue nombrada la obstetra francesa Benita Paulina Cadeau de Fessel, recién llegada al Perú. Mientras se edificaba el local se estableció una «clínica de partos» en el Hospital del Espíritu Santo, bajo la dirección de la misma Fessel.
La maternidad comenzó a funcionar en 1830, en el Hospital de la Caridad, con instrumental traído de París, que fue considerado lujoso. Al ser clausurado dicho hospital en 1841, la maternidad se trasladó al Hospital Santa Ana, y años después, al local del Colegio San Ildefonso, donde se mantuvo hasta 1875, cuando fue reubicado en el Hospital San Andrés. En 1877 volvió a funcionar en el Hospital Santa Ana, hasta la clausura de este nosocomio en 1925.
Fue precisamente en un sector del extenso terreno que ocupaba el antiguo Hospital Santa Ana donde se construyó el edificio del Hospital Maternidad de Lima, obra realizada por la Sociedad de Beneficencia Pública de Lima y que fue inaugurada en 1934. Es el sitio donde continúa hasta la fecha funcionando.
En 1962, el Hospital Maternidad de Lima pasó a depender del Ministerio de Salud Pública. En 1968 se inauguró un nuevo edificio de cuatro plantas con los servicios de esterilización, centro obstétrico, centro quirúrgico y servicio de neonatología; equipados con moderno instrumental médico y quirúrgico.
En 1992, se transformó en Instituto Nacional Materno Perinatal, nueva denominación que anunciaba un mayor nivel, al incorporar a sus funciones la investigación y la enseñanza.
En 2006 fue categorizada como Establecimiento de Salud III-2, el de mayor complejidad médico-quirúrgica para la atención materno-perinatal en el país.
En promedio al año, en el INMP se registra unos 22 000 nacimientos. La media mensual es de 1 858 nacimientos, y al día se producen unos 60 nacimientos, entre partos normales y cesáreas.

## Especialidades médicas
En el Perú, el INMP es un centro de referencia en la atención de casos de alta complejidad gineco-obstétrica y neonatal. También cuenta con las siguientes especialidades:
- Salud materna, sexual y reproductiva
- Cardiología
- Medicina interna
- Oftalmología
- Medicina preventiva
- Anestesiología
- Nutrición.

### Sub especialidades
- Neonatología
- Medicina fetal
- Medicina reproductiva
- Cirugía fetal